# John Bowler
John Bowler (Londen, 13 september 1952) is een Brits acteur.

## Biografie
Bowler werd geboren in Londen bij een Cockney vader en een Engelse/Indiase moeder, en groeide op in Newcastle upon Tyne. Zijn schooltijd bracht hij door in Yorkshire, het acteren leerde hij op een toneelschool in Glasgow.
Bowler begon in 1977 met acteren in de televisieserie Warship, waarna hij nog meerdere rollen speelde in televisieseries en films. Hij is vooral bekend van zijn rol als Roger Valentine in de televisieserie The Bill waar hij in 227 afleveringen speelde (2004-2010).
Bowler is getrouwd met actrice Judi Lamb met wie hij twee kinderen heeft. 

## Filmografie

### Films
Uitgezonderd korte films.
- 2013 Harrigan - als Vince Jenkins
- 1998 A Life for a Life - als Wilkinson
- 1998 The Tribe - als journalist
- 1997 Mr. White Goes to Westminster - als CBN editor
- 1997 Tangier Cop - als scarface
- 1997 The Beggar Bride - als inspecteur Hayes
- 1997 Stone, Scissors, Paper - als Frank
- 1996 Crocodile Shoes II - als Pep
- 1996 The Tide of Life - als Sep McGilby
- 1991 A Woman at War - als Albert
- 1989 Woof! - als mr. Banks
- 1984 Breakout - als Phil
- 1983 Pride of our Alley - als ondervrager
- 1982 The World Cup: A Captain's Tale - als Rob Guthrie

### Televisieseries
Uitgezonderd eenmalige gastrollen.
- 2021 Grantchester - als James Milton - 2 afl.
- 2019 Emmerdale Farm - als DI Goldberg - 6 afl.
- 2016 Dark Angel - als mr. Johnson - 2 afl.
- 2016 DCI Banks - als dr. Justin Wallace - 4 afl.
- 2015 Holby City - als Ron Renwick - 3 afl.
- 2013-2015 WPC 56 - als Arthur Coulson - 14 afl.
- 2004-2010 The Bill - als PC Roger Valentine - 227 afl.
- 2004 Steel River Blues - als Mick Hammond - 7 afl.
- 2003 Crossroads - als Ethan Black - 2 afl.
- 2002-2003 EastEnders - als Dougie Slade - 6 afl.
- 2000-2001 Peak Practice - als Mike Pullen - 34 afl.
- 1995 Castles - als Tony Castle - 24 afl.
- 1988-1993 Watching - als David Lynch - 45 afl.
- 1989-1992 Woof! - als mr. Banks - 13 afl.
- 1987 Vanity Fair - als Wenham - 5 afl.
- 1986 Auf Wiedersehen, Pet - als Howard Radcliff - 5 afl.
- 1979 Danger UXB - als Sapper Scott - 4 afl.
- 1977 The Paper Lads - als Davie Crawford - 3 afl.

- International Standard Name Identifier: 0000 0001 2990 6760
- Library of Congress Control Number: no2013083625
- Virtual International Authority File: 305130180
- WorldCat: E39PBJyxbhHy84qCmGCrwQhWDq